# Reinga-fok
A Reinga-fok,  (hivatalos neve angol és maori nyelven Cape Reinga/Te Rerenga Wairua), az Aupouri-félsziget északnyugati csúcsa, Új-Zéland Északi-szigetén. A legközelebbi település Kaitaia, 100 kilométerre délre. 

## Maori hagyomány
Maori nevének jelentése körülbelül: „a szellemek ugróhelye az alvilágba”. (A reinga szó jelenti az alvilágot.) A maori hitvilág szerint a holtak szellemei itt hagyják el a földi világot.
A hatalmas turistaforgalom miatt erősödtek a maori őslakosság tiltakozásai a szent helyük megsértése miatt. 2007-ben ennek nyomán áthelyezték a gépkocsi-parkolót és a nyilvános illemhelyeket a szent helyektől és magától a foktól távolabb, lezárták az autóút végső szakaszát, és újra betelepítették növényzettel a forgalom miatt lepusztult környéket.

## Turizmus

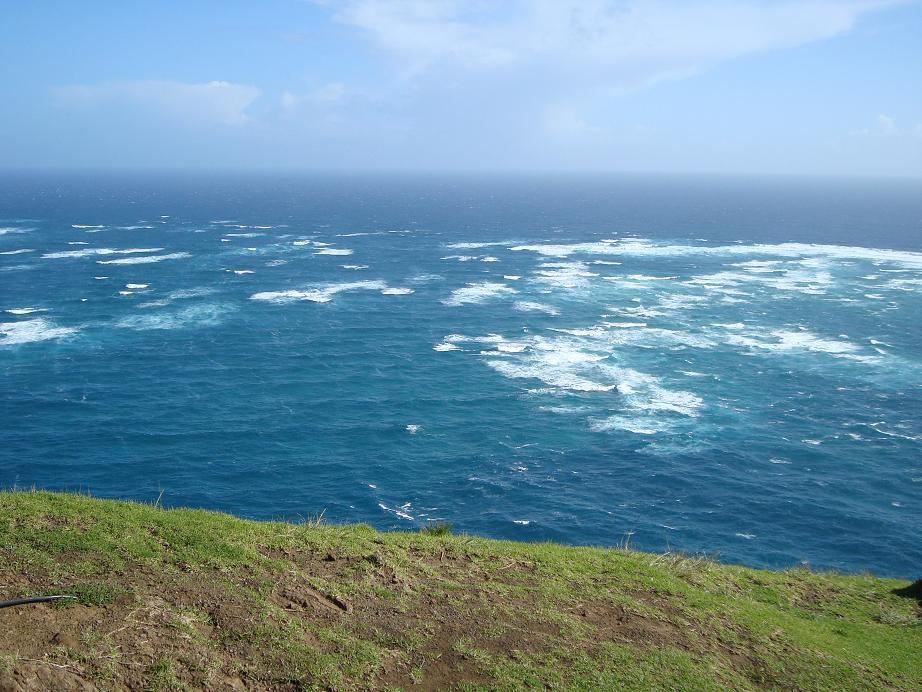
A Tasman-tenger (balra) és a Csendes-óceán (jobbra) vizeinek találkozása

A Reinga-fokot tekintik a Tasman-tenger és a Csendes-óceán találkozási pontjának. A világítótorony mellől jó kilátás nyílik a két víztömeg hullámainak találkozására, ami különösen dagály idején feltűnő, mivel a két tengeren a dagály ideje eltér egymástól. 
A Reinga-fokot jelölték az UNESCO világörökségi listájára. A fokot évente több mint 120 000 turista keresi fel, a főszezonban napi  1300 autó érkezik ide
Gyakran nevezik a fokot, tévesen, az új-zélandi „szárazföld” – azaz a három fő sziget – legészakibb pontjának. Ez a kitüntetett földrajzi pont azonban harminc kilométerrel keletebbre, az Északi-fok közelében lévő Surville-szikláknál van.
Az új-zélandi egyes számú országos főútvonal (State Highway 1) egészen a Reinga-fok közeléig visz. Terepjáró járművekkel Ninety Mile Beach homokos tengerpartján illetve a Te Paki dűnevidéken keresztül is megközelíthető.

## Éghajlat
A Reinga-fok és környékének éghajlat enyhe, csapadékos, csekély évszakonkénti különbségekkel. A nyári középhőmérséklet 19, a téli 12,5 Celsius-fok körül van.

## Fordítás
- Ez a szócikk részben vagy egészben a Cape Reinga című angol Wikipédia-szócikk ezen változatának fordításán alapul.  Az eredeti cikk szerkesztőit annak laptörténete sorolja fel. Ez a jelzés csupán a megfogalmazás eredetét és a szerzői jogokat jelzi, nem szolgál a cikkben szereplő információk forrásmegjelöléseként.